# اشراتنبرگ
اشراتنبرگ (به آلمانی: Schrattenberg) یک منطقهٔ مسکونی در اتریش است که در ناحیه میستلباخ واقع شده‌است. اشراتنبرگ ۸۹۹ نفر جمعیت دارد.